# NGC 7598
NGC 7598 (również PGC 71011) – galaktyka eliptyczna (E), znajdująca się w gwiazdozbiorze Pegaza. Odkrył ją Albert Marth 3 listopada 1864 roku.